# Matnog
Matnog ist eine philippinische Stadtgemeinde in der Provinz Sorsogon. Sie hat 41.101 Einwohner (Zensus 1. August 2015), die in 40 Barangays lebten. Matnog gehört zur dritten Einkommensklasse der Gemeinden auf den Philippinen. Sie liegt ca. 48 km südlich der Provinzhauptstadt Sorsogon City an der San-Bernardino-Straße. Ihre Nachbargemeinden sind Bulan im Nordwesten, Irosin im Norden und Santa Magdalena im Nordosten. 
Matnog ist ein wichtiger Fährhafen für den Verkehr auf die Nachbarinsel Samar und auf dem Maharlika Highway.

## Baranggays
| - Balocawe - Banogao - Banuangdaan - Bariis - Bolo - Bon-Ot Big - Bon-Ot Small - Cabagahan - Calayuan - Calintaan - Caloocan (Pob.) - Calpi - Camachiles (Pob.) - Camcaman (Pob.) | - Coron-coron - Culasi - Gadgaron - Genablan Occidental - Genablan Oriental - Hidhid - Laboy - Lajong - Mambajog - Manjumlad - Manurabi - Naburacan - Paghuliran | - Pangi - Pawa - Poropandan - Santa Isabel - Sinalmacan - Sinang-Atan - Sinibaran - Sisigon - Sua - Sulangan - Tablac (Pob.) - Tabunan (Pob.) - Tugas |